# Condado de Delaware (Nova Iorque)
O Condado de Delaware é um dos 62 condados do Estado americano de Nova Iorque. A sede do condado é Delhi, e sua maior cidade é Sidney. O condado possui uma área de 3 802 km²(dos quais 56 km² estão cobertos por água), uma população de 48 055 habitantes, e uma densidade populacional de 13 hab/km² (segundo o censo nacional de 2000). O condado foi fundado em 1683.